# Імханицький Михайло Йосипович
Миха́йло Йо́сипович Імхани́цький (* 1946) — український баяніст, композитор, музикознавець, педагог, доктор мистецтвознавства (1990), професор (1991), заслужений діяч мистецтв Росії (2007).

## Життєпис
Народився 1946 року в місті Харків. 1969-го закінчив факультет народних інструментів (клас баяна Л. М. Горенка, клас диригування В. Ф. Савіних) та історико-теоретичний факультет (1970 року; клас теорії музики М. Тіца та І. Дубініна) Харківського інституту мистецтвознавств. 1976-го закінчив аспірантуру при Московському музично-педагогічному інституті ім. Гнесіних (керівник Олег Михайлович Агарков); брав уроки композиції у Дмитра Клебанова.
Протягом 1971—1973 років працював у Харківському інституті мистецтв. Від 1977-го — у Російській академії музики; від 1990-го — професор кафедри народних інструментів, з 2004 року — баяна та акордеона. За сумісництвом протягом 1989—1993 років викладав у Донецькій консерваторії, 1993–2005-х — Харківському університеті мистецтв, 2001—2011 років — Краснодарському університеті культури; від 2000 року викладає у Тольяттінському інституті мистецтв, з 2007-го — в Бєлгородському інституті культури.
Напрями наукових досліджень:
- закономірності народно-інструментальної культури писемної традиції
- історія і теорія виконавства на народних інструментах
- методики навчання грі на баяні та акордеоні.

Відкрив зображення давньоруських домр 16–17 століть, обґрунтував причини функціонування в Росії домрово-балалаєчної культури, виявив особливості її сучасного стану і перспективи подальшого розвитку.
Серед робіт:
- «Творчість Юрія Шишакова», 1976
- «Біля витоків російської народної оркестрової культури», 1987
- «Історія виконавства на російських народних інструментах», 2002
- «Історія баянного та акордеонного мистецтва», 2006
- «Становлення струнно-щипкових народних інструментів в Росії», 2008
- «Артикуляція і штрихи в інтонуванні на баяні (після прочитання книги І. О. Браудо „Артикуляція“)», 2010.

Музичні твори:
- симфонія для камерного оркестру (1969)
- цикли романсів (1970)
- адажіо для струнного квартету (1971)
- концертино для баяна з оркестром (1982)
- варіації для 2-х баянів (1985)
- соната для баяна (2007, у 3-х частинах).